# Samye Ling

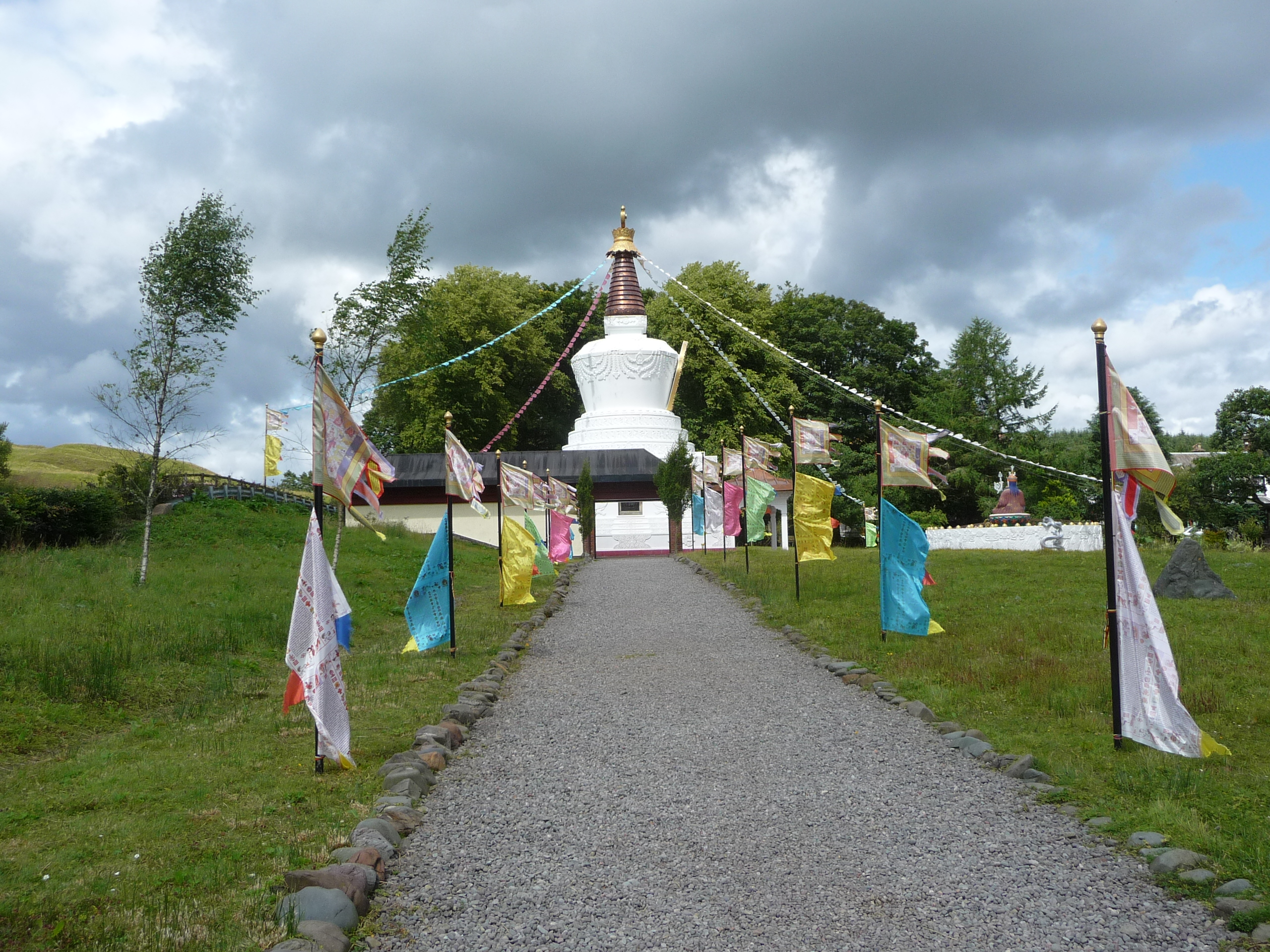
Weg zur Siegesstupa mit Gebetsfahnen

Samye Ling (voller englischer Name: Kagyu Samyé Ling Monastery and Tibetan Centre) nahe dem schottischen Dorf Eskdalemuir ist das erste tibetisch-buddhistische Kloster in Europa.

## Geschichte
Ausgangspunkt war eine Jagdhütte, die im Jahr 1967 von zwei tibetischen Lamas, Chögyam Trungpa Rinpoche und Akong Rinpoche, übernommen wurde. Der Name Samyé Ling bezieht sich auf Samye, die erste buddhistische Mönchsuniversität in Tibet. Das tibetische Wort 'Ling' wiederum bedeutet 'Ort'.

## Touristenattraktion
Im Lauf der Jahre wurde das Kloster zu einer Touristenattraktion im südlichen Schottland.
|  | Tibetischer Tempel      | Das Hauptgebäude der Anlage wurde im Jahr 1988 fertiggestellt.                                                                     |
|  | Butterlampenhaus        | Die tibetischen Butterlampen symbolisieren ein außergewöhnliches Licht.                                                            |
|  | Acht Stupas             | Als Buddha starb bestatteten seine Jünger die Überreste in acht Stupas.                                                            |
|  | Siegesstupa             | Dieses strahlend-weiße Gebäude ist das Erste, was man von der Anlage sieht.                                                        |
|  | Haus der Gebetsmühlen   | Im tibetischen Buddhismus werden Gebetsmühlen gedreht, um körperliche Aktivität und spirituelle Inhalte miteinander zu verknüpfen. |
|  | Gebetsfahnen            | Die Farben der Gebetsfahnen stehen für die fünf Elemente.                                                                          |
|  | Garten des Weltfriedens | Im Garten des Weltfriedens steht ein Baum, an dem Stoffstreifen mit Gebeten hängen.                                                |
|  | Rinpoche-Teich          | Guru Rinpoche gilt als Gründer des tibetischen Buddhismus.                                                                         |
|  | Nagarjuna-Teich         | Nagarjuna ist der Vorläufer der Madyamika Schule.                                                                                  |
|  | Samye Befreiungstor     | Das Tor ist dem Weltfrieden gewidmet.                                                                                              |
|  | Tara-Garten             | Der Tara-Heilgarten ist mit tibetischen Heilkräutern bepflanzt.                                                                    |
|  | Tibetischer Teeraum     | In diesem Gebäude können sich Touristen entspannen.                                                                                |
|  | Nagahaus                | Diese Steinstruktur im Esk ist ein Opfer für die Nagas (Wassergeister) am Zusammenfluss der beiden Quellflüsse des Esk.            |